# Бритиков, Алексей Петрович
Алексей Петрович Бритиков (1917—1978) — советский военнослужащий, гвардии полковник Советской Армии, Герой Советского Союза (1946), кандидат исторических наук.

## Биография
Алексей Бритиков родился 10 марта 1917 года в селе Пешково-Грецово (ныне — Ясногорский район, Тульская область) в крестьянской семье. Окончил десять классов школы, в 1932 году переехал в Москву, где окончил школу фабрично-заводского ученичества и работал сборщиком на часовом заводе. В 1938 году был призван на службу в Рабоче-крестьянскую Красную Армию. В 1940 году окончил Вторую Борисоглебскую военную авиационную школу пилотов имени Чкалова. С начала Великой Отечественной войны — на её фронтах. Летал на самолётах «И-16», «ЛаГГ-3», «Як-1». В сентябре 1941 года в воздушном бою Бритиков сбил два самолёта противника, но и сам при этом был сбит, сумел выровнять горящий самолёт и выброситься с парашютом. Участвовал в битве за Москву, был лётчиком 11-го истребительного авиаполка 6-го истребительного авиакорпуса Московской зоны ПВО, совершил 210 боевых вылетов. В 1942 году вступил в ВКП(б). С августа 1942 года участвовал в Сталинградской битве. С ноября 1942 года воевал на Юго-Западном, позднее — на Южном и 1-м Украинском фронтах. Трижды был ранен во время боёв.
К февралю 1945 года гвардии капитан Алексей Бритиков командовал эскадрильей 85-го гвардейского истребительного авиаполка 6-й гвардейской истребительной авиадивизии 3-го гвардейского авиакорпуса 5-й воздушной армии 2-го Украинского фронта. К тому времени он совершил 492 боевых вылета, в ходе которых лично сбил 17 самолётов и 4 — в группе (по данным наградного листа). Конец войны Бритиков встретил в Чехословакии. Всего же за время войны он совершил 510 боевых вылетов, принял участие в 78 воздушных боях, лично сбил 15 самолётов и 5 — в группе по подтверждённым данным.
Указом Президиума Верховного Совета СССР от 15 мая 1946 года гвардии капитан Алексей Бритиков был удостоен высокого звания Героя Советского Союза с вручением ордена Ленина и медали «Золотая Звезда» за номером 6325.
После окончания войны Бритиков продолжил службу в Советской Армии. В 1951 году окончил Военно-политическую академию имени Ленина, после чего работал преподавателем Военно-воздушной академии имени Жуковского, имел учёную степень кандидата исторических наук. В 1972 году в звании полковника Бритиков был уволен в запас. Проживал в Москве, умер 30 января 1978 года, похоронен на Кунцевском кладбище.
Был также награждён тремя орденами Красного Знамени, орденами Александра Невского, Отечественной войны 1-й степени и Красной Звезды, а также рядом медалей.